# Zeven vrije kunsten

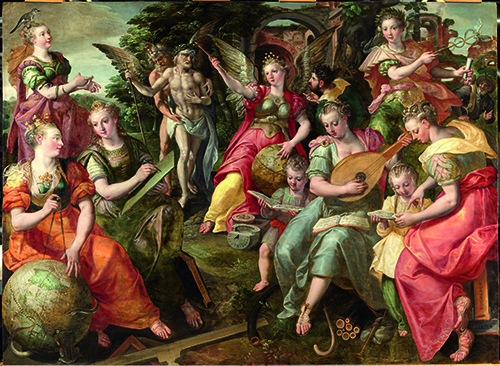
Maerten de Vos, Allegorie van de zeven vrije kunsten, The Phoebus Foundation

De zeven vrije kunsten, oorspronkelijk bekend onder hun Latijnse naam septem artes liberales, waren zeven wetenschappelijke gebieden die samen een bepaald studieprogramma vormden in de laat antieke en middeleeuwse Europese hogescholen, kloosters en universiteiten. De zeven vakken waren Grammatica, Dialectica/Logica, Retorica, Aritmetica, Geometria, Musica en Astronomia. Ze worden 'vrij' genoemd (Latijn: liber), omdat zij de opleiding tot vrije burgers beogen, mensen die in staat zijn een zelfstandige rol in de maatschappij te vervullen en weloverwogen keuzes te maken. Liberaal betekent hier dus niet een politieke denkrichting. Bij het begrip 'kunsten' gaat het om kundigheid of vaardigheid, afgeleid van de Latijnse stam ars en niet om het creatieve gebied kunst. In tegenstelling tot andere leerprogramma's, de artes illiberales, die vooral economische doeleinden dienden, was het belangrijkste doel de uitoefening van de wetenschap in de strikte zin van het woord. Dat wilde toendertijd zeggen de combinatie van filosofie en theologie, bekend als scholastiek.
Naast de artes liberales onderscheidde men in de middeleeuwen ook de zogeheten artes mechanicae, onderwijs in praktische vaardigheden zoals weven, landbouw, koken of muziek en de artes incertae (onzekere kunsten), zoals magie. Deze lesprogramma's bereidden studenten voor op het uitoefenen van een bepaald beroep en het daaruit verkrijgen van een inkomen.
In het Nederlandse taalgebied verwijst het begrip naar het geheel van teksten die verband houden met alle artes onder de term artesliteratuur. Het begrip leeft voort in moderne universitaire programma's die liberal arts worden genoemd, onderwezen aan een zogenaamd liberal arts college.

## Oudheid
De disciplines ontwikkelden zich vermoedelijk vanaf de 5e eeuw v.Chr. in het oude Griekenland en vormden door de eeuwen heen een soort lesprogramma. Pythagoras (ca 570 v.Chr - 495 v.Chr.), aan wie men de harmonieleer toeschreef, bracht in de 5e eeuw v.Chr. muziek onder bij de wiskundige disciplines (mathémata). Later voegden de wijzen in de vakken ethiek, logica en retorica, de sofisten, deze vaardigheden toe om te komen tot hun enkyklios paideia ('afgeronde opleiding'). Aristoteles (383 v.Chr. - 321 v.Chr.) verdeelde het menselijk kunnen in twee categorieën: de mechanische of handwerkkunsten, en de vrije kunsten. Tot de eerste groep behoorde alles wat met handvaardigheden te maken had, of het nu het werk van de zadelmaker betrof of dat van de kunstschilder. De vrije kunsten daarentegen waren die vakken die zich tot gebruik van de hersenen bepaalden. Ze werden de 'vrije kunsten' genoemd omdat zij enkel konden worden uitgeoefend door hen die vrij waren gesteld van lichamelijke arbeid en materiële zorgen.
In beide gevallen verwijst het woord kunsten naar kunsten in de brede zin van het woord, als afgeleide van 'kunde', van de Latijnse stam ars. Oftewel 'het kennis hebben van'. De mechanische kunsten waren in wezen ambachten, de vrije kunsten waren de voorlopers van de moderne wetenschappen.
In de eerste eeuw v.Chr. bestond het 'vakkenpakket' ook in Rome, de schrijver Varro behandelde de zeven kunsten in een encyclopedisch overzichtswerk, Disciplinarum libri novem. De twee kunsten die hij toevoegde, geneeskunde en architectuur, verdwenen weer in het laat-klassieke standaardwerk van Martianus Capella, De nuptiis Philologiae et Mercurii ('Over het huwelijk van Filologie en Mercurius'). Dit is een lastig te begrijpen allegorisch gedicht met veel personificaties, waarin zich het huwelijk voltrekt tussen Filologie (liefde voor het woord) en Mercurius (niet alleen god van de handel, maar ook van de retorica). Tijdens de feestelijkheden treden de zeven kunsten op als bruidsmeisjes en stellen ze zich voor met hun attributen.
Na Martianus kregen de zeven vrije kunsten canonieke status en ontstonden de termen quadrivium en trivium. Boëthius of Cassiodorus muntte de eerste term ('viersprong'), in de Karolingische renaissance aangevuld met trivium ('driesprong').

## Middeleeuws onderwijs
Educatie was en is niet statisch of monolithisch, maar is gediversifieerd en dynamisch. Dat geldt ook voor het middeleeuwse onderwijs met betrekking tot de zeven vrije kunsten.
In de loop van de middeleeuwen werden individuen meer gezien als wezens die fundamenteel gevormd kunnen worden door middel van ervaring en begeleide reflectie. Die begeleiding viel in eerste instantie in handen van reguliere geestelijken, terwijl onderwijzing aanvankelijk plaatsvond in kloosters. Kloosters waren belangrijke centra voor het behoud van klassieke kennis en literatuur (zie bijvoorbeeld de Karolingische renaissance) en hadden wat dat betreft een sleutelpositie in kennisoverdracht. Volgende stappen waren de oprichting van kathedraalscholen en uiteindelijk universiteiten. Bekende seculiere onderwijscentra werden bijvoorbeeld Aken, Chartres, Parijs en Oxford. In dergelijke onderwijscentra werd onderwijs aangeboden op basis van de vrije kunsten in het verlengde van geestelijke, intellectuele ontwikkeling. Derhalve was er geen of weinig plaats voor praktische kunsten (artes mechanicae) (hoewel geneeskunde een uitzondering vormde).
In de middeleeuwen is het onderwijs steeds sterk religieus gekleurd geweest. Reeds in de vroege middeleeuwen bestond interesse voor het klassieke erfgoed, maar dergelijk bronmateriaal werd vooral benaderd voor meer religieuze inzichten, kennis en vaardigheden. Zo benutte men juridisch materiaal voor onderwijs in welsprekendheid, hoewel dit waardering voor bijvoorbeeld Cicero's geschriften als zodanig niet uitsloot. In de late middeleeuwen zou men meer open gaan staan voor 'andere' ideeën dan zuiver christelijke, en men kreeg meer belangstelling voor niet-Latijnse kennis.
In het algemeen werden de (laat-)klassieke vrije kunsten overgenomen als ruggengraat voor het onderwijs. In de vroege middeleeuwen is het echter lastig te spreken van een strikt geformuleerd en afgebakend curriculum. Zo kon het trivium (de basis, gericht op taal) lezen, geschiedkunde, geografie, retorica, recht en dialectiek bevatten. Tevens was er geen vaste lijst van 'verplichte literatuur', hoewel klassieke heidense autoriteiten alsmede kerkvaders en Bijbel-auteurs veel autoriteit genoten (auctoritates). In een enkel geval zijn zelfs elementen van magie terug te vinden in het onderwijs.
Hoewel klassieke kennis en onderwijs doorwerkten in de middeleeuwen, wil dit niet zeggen dat middeleeuwse denkers nooit bedenkingen uitten op rationaliteit. Rede kon tegenover geloof geplaatst worden. Interessante uitschieter is wat dat betreft de De sancta simplicitate, waarin Petrus Damiani (1007-1072) beweerde dat de eerste docent van de artes liberales de duivel als grammaticus was. Deze leerde Adam in het Paradijs dat deus ('god') verbogen kon worden in het meervoud, wat leidde tot polytheïsme. De moraal van het verhaal was dat rede en geloof niet gelijkwaardig geacht moesten worden: rede moest het geloof dienen. Weer anderen hadden reserves tegenover de wetenschappen door grenzen aan hun reikwijdte te stellen: bepaalde geloofspunten stonden nu eenmaal zonder meer vast.

## Trivium en Quadrivium

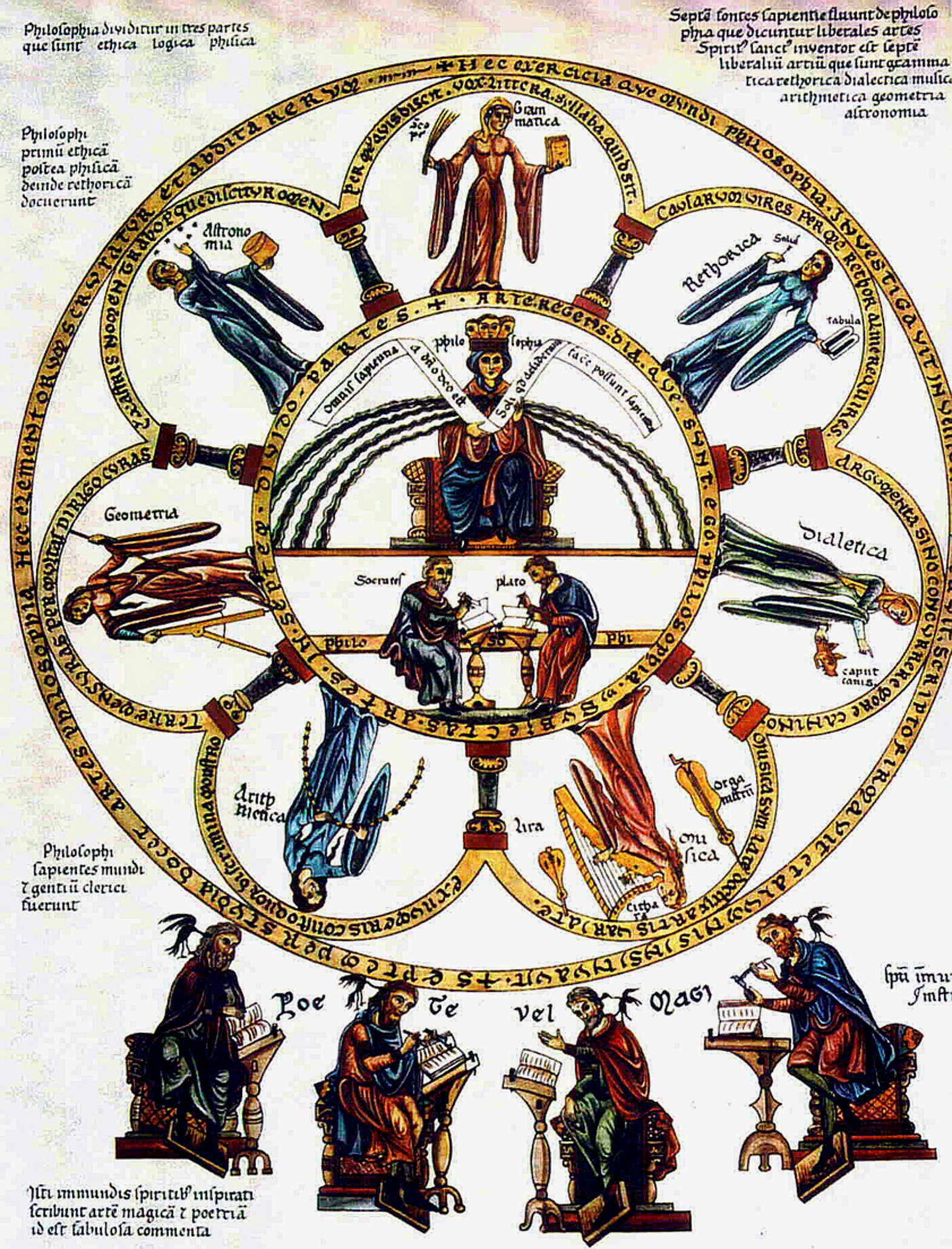
De zeven vrije kunsten, gezien aan het einde van de twaalfde eeuw (Herrad von Landsberg, Hortus deliciarum)

De vrije kunsten werden weer onderverdeeld in het trivium van taalvakken en het quadrivium van rekenvakken. Het trivium vormde de basis van de universitaire studie; daarna kwam het quadrivium. De zeven vrije kunsten waren:
- Trivium (taalvakken ofwel op het woord betrokken wetenschappen)

1. Grammatica: taalkunde (oftewel het leren van Latijn)
2. Dialectica ofwel Logica: logisch redeneren.
3. Retorica: kunst van de welsprekendheid; hoe een betoog op te zetten
- Quadrivium (rekenvakken ofwel op het getal betrokken wetenschappen)

1. Aritmetica: rekenkunde (getal)
2. Geometria: meetkunde (ruimte)
3. Musica: harmonieleer (tijd)
4. Astronomia: kosmologie (ruimte in tijd)
Daar kwamen na de herontdekking van veel van de werken van Aristoteles in de loop van de dertiende eeuw nog drie vakken bij, moraalfilosofie, metafysica en natuurfilosofie. Filosofie was in de middeleeuwen echter zeer sterk verbonden met theologie, het onderscheid is soms lastig. Verder willen bronnen weleens verschillen over astronomia: soms is het astronomie, soms echter ook astrologie.

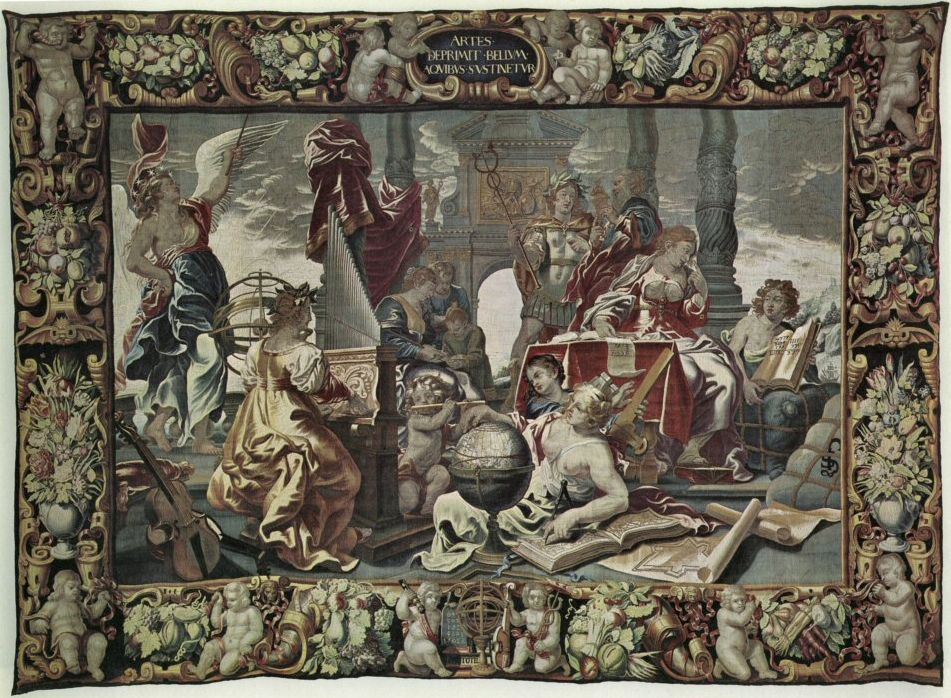
De zeven vrije kunsten op een wandtapijt (ontwerp Cornelis Schut maar uitgevoerd plm. 1675) v.l.n.r.: astronomie, muziek, grammatica, geometrie, retorica, dialectiek en de aritmetica

De kunsten heten vrij (in tegenstelling tot de artes illiberales) omdat ze deel uitmaakten van de intellectuele training van vrije, of vrijgestelde, mannen. De niet-vrije kunst bestond dan uit al die kennis die tegenwoordig vakkennis wordt genoemd, kennis die ten dienste van een bepaald doel staat. De vrije wetenschap verwijst nog naar deze vroegere indeling en tot voor kort berustte het onderscheid tussen universiteiten en hogescholen hier ook op.
Aristotelisme domineerde vanaf 1200 de artes dusdanig dat Johannes van Salisbury zich beklaagde dat alle aandacht voor de aristotelische logica ten koste ging van de grammatica en de retorica.
Tegenwoordig worden de vrije wetenschappen wel in de volgende drie hoofdgroepen onderverdeeld:
1. de humaniora (taal, literatuur, filosofie, de schone kunsten en geschiedwetenschappen), ook wel aangeduid als alfa-vakken
2. de wiskunde en natuurwetenschappen, ook wel aangeduid als beta-vakken
3. de sociale wetenschappen, ook wel aangeduid als gamma-vakken